# 5.16민족상 재단
5.16민족상은 박정희 대통령과 육영수 여사의 업적을 기리고 그 정신을 계승하기 위하여 1968년 3월 24일 설립된 문화체육관광부 소관의 재단법인이다. 사무실은 서울특별시 마포구 큰우물로 75, 51호 (도화동, 성지빌딩)에 있다.

## 주요 사업
- 홍보연구사업
- 책자발간

## 수상자
- 1966년 : (학예부문) 박종화, 김재원, 김원용, (교육부문) 김동옥, (산업부문) 이한상, 홍도정, P.J.맥그린치, (사회부문) 한인수
- 1967년 : (학예부문) 최현배, 김유선, 최정숙, (교육부문) 이세규, (산업부문) 박해수, 김만곤, (사회부문) 재활용사촌, 박신자, 황온순
- 1968년 : (학예부문) 정태현, (산업부문) 고영수, 이대연, 이계순, (사회부문) 홍영기
- 1969년 : (학예부문) 유준, 이민재, (교육부문) 이영식, (산업부문) 정창근, 이상걸, 권영수, (사회부문) 유흥원, 심기연
- 1970년 : (안전보장부문) 김은년, (교육부문) 김영근, (산업부문) 이동우
- 1971년 : (학예부문) 민족문화연구소, (교육부문) 최영원, 양용승, (사회부문) 기독교 아동복리회, 유판진, 유영옥, (산업부문) 박한택, (안전보장부문) 이강흔, 박완규, 최천일, 최석자, 전명세, 김교련, 이수묵, 이종세
- 2016년 : (산업부문) 최철수